# Kosovo Polje
Kosovo Polje (cyr. Косово Поље) – wieś w Bośni i Hercegowinie, w Republice Serbskiej, w gminie Višegrad. W 2013 roku liczyła 546 mieszkańców.